# 금장교 (경주시)
금장교(金丈橋)는 대한민국의 경상북도 경주시 현곡면과 황성동을 연결하는 총길이 280m, 형산강의 다리이다. 지방도 제904호선과 국가지원지방도 제68호선(용담로)의 일부이다. 주변에는 나원초등학교, 현곡면사무소, 금장주거단지, 계림고등학교, 황성동주거단지 등이 있다.

## 역사
- 원래 2차로에 불과하였으나, 관광객 증가와 출퇴근 교통 수요의 증가에 따라 1990년대 중반에 4차로로 확장되었다. 이후 교통량이 더욱 증가하자 2000년대 초중반을 기점으로 6차로로 다시 확장되었다.
- 2010년대 차량 증가에 대응하기 위해 새로운 교량인 황금대교가 건설되었으며, 2023년 4월에 개통하였다.
  - 황금대교의 개통으로 인해, 금장교를 통한 차량 통행량 감소에 긍정적인 영향이 나타났다.